# Postorder

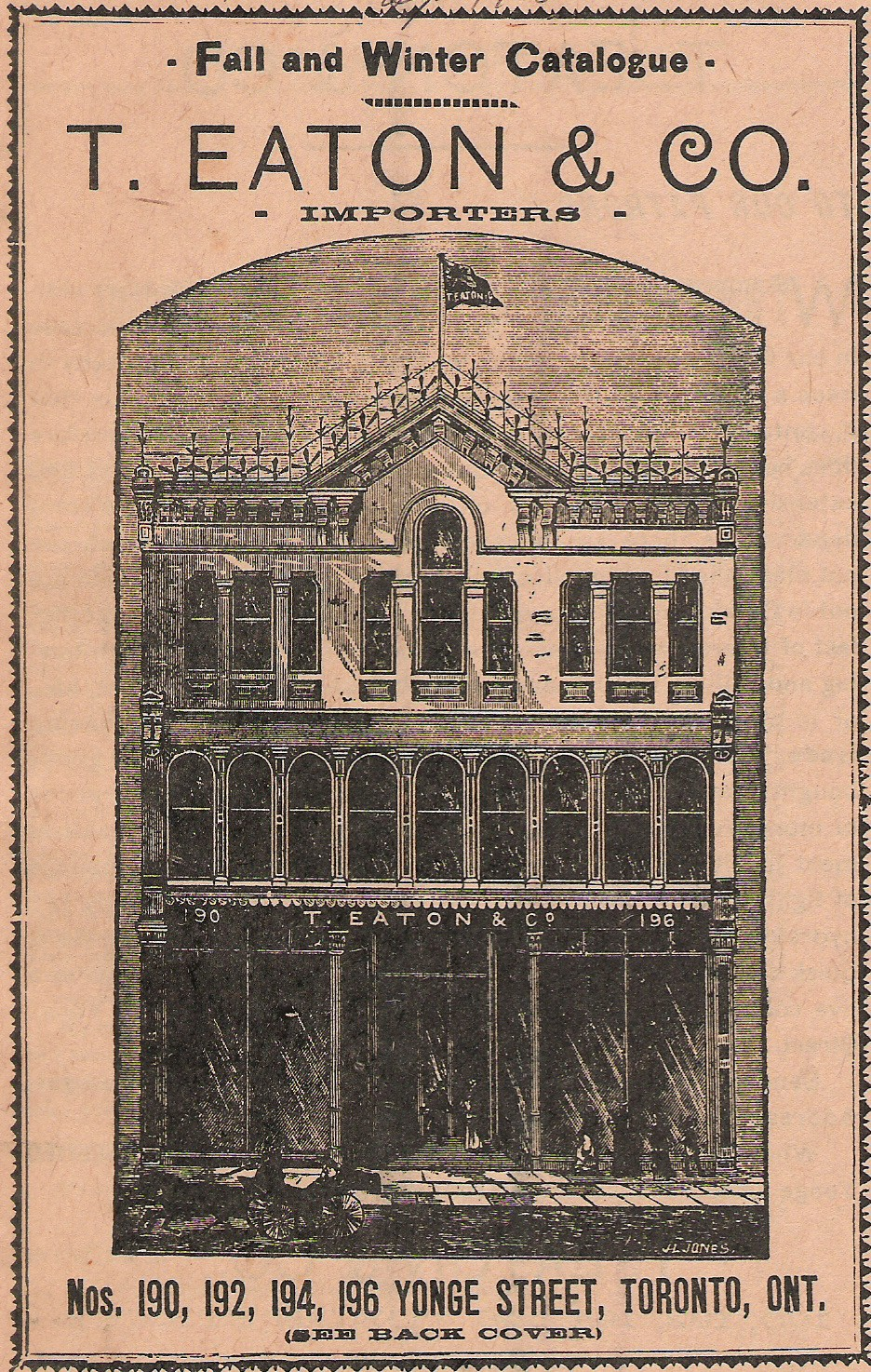
Postorder-catalogus van Eatons uit 1884.

Postorder is het op afstand kopen van goederen die vervolgens per post of koerier worden afgeleverd.
Er zijn verschillende manieren om de bestelling door te geven: op een formulier per post, fax of e-mail, of bijvoorbeeld per telefoon. De bestelling wordt steeds vaker via internet gedaan. De producten worden dan vervolgens thuis, of op het adres dat is aangegeven bij bestelling, afgeleverd.
Een postordercatalogus is de lijst van producten die beschikbaar zijn bij een bepaald bedrijf. De klant kan hieruit kiezen, en vaak door middel van een cijfer-lettercombinatie aangeven welk product hij wil bestellen.

## Geschiedenis

### 19e eeuw
Kopen per post raakte in Nederland in zwang in de tweede helft van de 19e eeuw. Mede door de introductie van de postzegel in 1852 werd het gemakkelijker op relatief snelle, betrouwbare en betaalbare wijze goederen te verzenden.
Een van de vroegste Nederlandse postorderbedrijven was de Eerste Nederlandsche Verzendingszaak Dietz, die al vanaf 1857 catalogi uitbracht. Ook aanbieders van geneesmiddelen die zich schuldig maakten aan kwakzalverij boden hun producten per post aan. Zo adverteerde Thomas Holloway  in 1854 in Nederlandse kranten met pillen en zalf die tegen vrijwel elke kwaal zouden helpen. Deze pillen konden aanvankelijk enkel per post worden besteld.

### 20e eeuw
Begin 20e eeuw liep de postorderverkoop in Nederland terug. Dit kwam vooral door de Eerste Wereldoorlog, die leidde tot een terugval in de wereldhandel. Bovendien was er, mede door de kwakzalvers, wantrouwen ontstaan tegen de postorderaars.
Na de Tweede Wereldoorlog leefde in Nederland de postorderverkoop op. In 1956 telde het Economisch Instituut voor de Middenstand in Nederland 143 postorderbedrijven. Het merendeel daarvan verkocht vooral kleding. Daaronder waren bedrijven als Textielcentrale Hulst, Noordeloos te Noordeloos, de Zeeuwse Textielcentrale en Wehkamp. 
De opleving van de postordersector viel mede te verklaren door de inhaalvraag bij consumenten na de bezetting, en door de opkomst van het kopen op afbetaling. Het kopen op afbetaling leidde tot kritiek. Mensen kochten producten die zich niet of nauwelijks konden permitteren en kwamen daardoor in de schulden. De overheid wilde daarom het kopen op afbetaling aan banden te leggen. Dit was mede aanleiding voor de oprichting van de Algemene Nederlandse Bond van Postorderbedrijven (NPB) in 1956.
In de jaren zestig was er sprake van sterke groei bij een specifieke type postorderbedrijf: de boekenclub. Met name de Nederlandse Boekenclub, Boek & Plaat en ECI (Europaclub Internationaal) zagen hun omzetten stijgen. De wervingsmethoden van deze boekenclubs, die via colportage en advertenties met coupons leden wierven, waren echter omstreden.
Ook bij de gevestigde postorderbedrijven was er in de jaren zestig en zeventig sprake van groei. In 1979 plaatste  de helft van de Nederlanders weleens een bestelling bij een postorderbedrijf. De opkomst van de consumptiemaatschappij bracht met zich mee dat het aanbod aan betaalbare consumptiegoederen toenam. Naast kleding verkochten postorderbedrijven als Wehkamp en Neckermann in toenemende mate ook consumentenelektronica en witgoed. Andere bekende postorderbedrijven die vanaf de jaren tachtig of eerder in Nederland actief werden, zijn Otto, Klingel, tuinartikelenaanbieder Bakker en Pabo, aanbieder van erotische artikelen.
Vanwege de groeiende concurrentie tussen postorderbedrijven werden er steeds meer agressieve marketingtechnieken toegepast, zoals de sweepstake. Een van de bedrijven die deze techniek toepaste, was Lekturama.

### Internetverkoop
Vanaf de  jaren tachtig kwam het fenomeen teleshopping op. Daarbij werd gebruik gemaakt van nieuwe technieken voor het aanbieden van de producten, zoals Viditel, videocassettes en televisie. Ook postorderbedrijven maakten hier gebruik van. Volgens een onderzoek van het Economisch Instituut voor het Midden- en Kleinbedrijf uit 1981 zou teleshopping op korte termijn voor de postorderbedrijven weinig extra omzet opleveren.
Met de opkomst van internet als verkoopkanaal  kregen postorderbedrijven  nieuwe mogelijkheden hun klanten te bereiken.  Gevestigde postorderbedrijven als Neckermann en Otto hadden echter moeite om de overgang van postorderen naar internet te maken.